# Cosmic Jaguar
Cosmic Jaguar — український технічний треш-метал гурт, заснований у 2022 році як сайд-проєкт учасників Bestial Invasion.

## Історія

#### Початок
Гурт був заснований 11 квітня басистом Сергієм Бондарем "Sergio Lunatico" й ударником Денисом Фурсовим "Denis Tornillo". Поступово гурт репетирував і писав пісні, а з часом це вилилося в цілий альбом. Гітаристом гурту став Євген Васил'єв "Juan Maestro". Всі учасники гурту також грають в основному своєму проєкті — Bestial Invasion.

#### Перші сингли
15 жовтня 2022 року виходить перший сингл гурту Our Lord the Flayed One.
8 листопада 2022 року виходить другий сингл Escogido. Ця пісня являє собою кавер-версію італійського прогресивного дез-метал гурту Sadist.
8 січня був випущений третій сингл гурту Temple of the Feathered Serpent.

#### The Legacy of the Aztecs
Перший повноформатний альбом гурту під назвою The Legacy of the Aztecs був виданий 30 квітня 2023 року. CD видання альбому було виконане нідерландським лейблом Metal Warrior Records. Бонусом до альбому була кавер-версія пісні Babe Ruth The Mexican.

#### Травень-червень 2023
У травні 2023 року гурт залишає ударник Денис. Це було спричинено творчими та особистими розбіжності між учасниками.
Новим ударником гурту стає Олексій Тютюник "Alejo Bárbaro" (ex-Skepsys, Divine Immolation), який також брав участь в іншому проєкті лідера гурта Сергія — Lord Erektus.
Гурт залишає нідерландський лейбл Metal Warrior Records.

#### The Order of the Jaguar Knights
29-го червня виходить новий сингл Obsidian Mirror, яких є дебютом нового ударника Олексія та першим синглом з прийдешнього міні-альбому The Order of the Jaguar Knights.
21-го вересня виходить сингл Veil of Maya. Пісня є кавером на американський прогресивний дез-метал гурт Cynic.
12-го жовтня світ побачив міні-альбом The Order of the Jaguar Knights. Складається він з чотирьох пісень: The Shorn Ones, The Bleeding Tree of Tamoanchan, Obsidian Mirror і Veil of Maya (кавер-версія Cynic). Останні дві раніше виходили як сингли.

#### Спліт з Fusion Bomb
На початку 2024 року французьким лейблом Soman Records був виданий спліт-альбом з треш-метал гуртом з Люксембургу — Fusion Bomb.
Від Cosmic Jaguar на спліт увійшов міні-альбом The Order of the Jaguar Knights, а від Fusion Bomb — однойменний міні-альбом 2023 року.

## Дискографія
- Our Lord the Flayed One (2022, сингл)
- Escogido (2022, сингл)
- Temple of the Feathered Serpent (2023, сингл)
- The Nothern Underworld (2023, сингл)
- The Legacy of the Aztecs (2023, альбом)
- Obsidian Mirror (2023, сингл)
- Veil of Maya (2023, сингл)
- The Order of the Jaguar Knights (2023, EP)
- Cosmic Jaguar / Fusion Bomb (2024, спліт з Fusion Bomb)
- The Eighth Lord of the Night (2024, сингл)
- The Solar Logos (2024, сингл)
- The Shorn Ones (2024, сингл)
- El Era del Jaguar (2024, альбом)